# سيمون رازجور
سيمون رازجور (بالسلوفينية: Simon Razgor)‏ مواليد 18 سبتمبر 1985 في تسليه، هو لاعب كرة يد سلوفيني يلعب كجناح أيسر. يلعب حاليا مع نادي ميشكوف برست لكرة اليد ويحمل الرقم 31. مثل منتخب سلوفينيا لكرة اليد. شارك في دورة الألعاب الأولمبية الصيفية سنة 2016.

## روابط خارجية
- سيمون رازجور على موقع أوليمبيديا (الإنجليزية)